# Suzanna Hamilton
Suzanna Hamilton es una actriz inglesa nacida en Londres en 1960. Es conocida por su interpretación de Julia en la película 1984, del mismo año y basada en la clásica novela de George Orwell de 1984.
A menudo es seleccionada para interpretar personajes enigmáticos que tienden a combinar una apariencia de ternura infantil, vulnerabilidad y un toque de provocación sexual.

## Primeros años
Suzanna Hamilton fue una protegida del cineasta Claude Whatham, quien la descubrió en 1972 en su teatro experimental para niños situado en el norte de Londres. 
Su primera película, Swallows and Amazons, del propio Whatham, basada en el popular libro para niños del mismo nombre de Arthur Ransome. fue filmada en 1973 y puesta a disposición del público el año siguiente. 
En esta película la joven actriz interpreta el papel de Susan Walker, uno de los cuatro hermanos conocidos como "los Swallows", que fueron de camping y vacaciones en velero en Lake District durante el verano de 1929. 
Whatham dirigió a Suzanna Hamilton en Princess Alexandra, una miniserie de la BBC, y  en la película Disraeli (1978), la cual sería retransmitida en 1980 en Norteamérica dentro del contenedor Masterpiece Theatre.
Paralelamente a sus primeros papeles, Suzanna Hamilton, continuó su formación como actriz en el Anna Scher Theatre School de Islington y en la famosa Central School of Speech and Drama de Camden.

## 1984
Suzanna Hamilton obtiene el que sería el papel más importante de su carrera en 1983 por recomendación de la agencia de cástines del Anna Scher Theatre School. En 1984, película de Michael Radford interpreta el personaje de Julia junto a John Hurt, que hace de Winston Smith. 
Su audaz y afectuosa interpretación recibió excelentes críticas, en particular de Vincent Canby para The New York Times. Pero su excelente trabajo fue en gran parte eclipsado por la muerte de un compañero de reparto, el legendario Richard Burton, quien realizó su última actuación en la gran pantalla como O'Brien.

## Curiosidades
- Mide 1,65 m de altura.
- Practica la técnica de Alexander para la relajación y la postura.

## Filmografía
- Dinosapien (2007), serie de TV - Dr. Hillary Slayton
- Jane Hall (2006), serie de TV - Helen Gillsepie
- Benjamin's Struggle (2005) - Vivienne
- New Tricks Episodio *1.3 (2004) TV Episodio - Imogen Hoult
- The Bill: 'Follow Through' (1999) (Episodio) - Jo Merton
- Jonathan Creek: Black Canary (1998) (Episodio) - Hannah
- The Island on Bird Street (1997) - Madre de Stasya
- A Virtual Stranger (1996) (TV) - Jenny Bell
- McCallum (1995), serie de TV - Joanna Sparks
- A Relative Stranger (1995) (TV) - Jenny Bell
- Casualty (1986), serie de TV - Karen Goodliffe (1993-1994)
- Inspector Morse: Absolute Conviction (1992) (Episodio) - Emma Cryer
- Duel of Hearts (1992) (TV) - Harriet Wantage
- Tale of a Vampire (1992) - Anne/Virginia
- A Masculine Ending (1992) (TV) - Veronica Puddephat
- The House of Bernarda Alba (1991) (TV) - Amelia
- Boon: Cab Rank Cowboys (1991) (Episodio) - Judy Simpson
- A New Lease of Death (1991) (TV) - Elizabeth Crilling
- TECX: The Sea Takes It All (Episodio) - Ingrid Hauptmann
- Small Zones (1990) (TV) - Irina Ratushinskaya
- Murder East - Murder West (1990) (TV) - Regine Kleinschmidt
- Never Come Back (1989) (TV) - Anna Raven
- Saracen: Starcross (1989) (Episodio)
- Streetwise (1989), serie de TV
- The Voice (Die Stimme) (1988) - Julia
- Wish Me Luck (1987) TV - Matty Firman
- Devil's Paradise (Des Teufels Paradies) (1987) - Julie
- Hold the Dream (1986) (TV) - Emily Barkstone
- Johnny Bull (1986) (TV) - Iris
- Out of Africa (1985) - Felicity
- Wetherby (1985) - Karen Creasy
- 1984 (1984) - Julia
- Goodie-Two-Shoes (1984) - Veronica
- A Pattern of Roses (1983) (TV) - Rebecca
- Brimstone & Treacle (1982) - Patricia Bates
- The Wildcats of St. Trinian's (1980) - Matilda
- Tess (1979) - Izz
- One Fine Day (1979) (TV) - Linda
- Disraeli (1978) (TV) - Princess Alexandra
- Swallows and Amazons (1974) (como Zanna Hamilton) - Susan Walker, Swallow